# Jérémy Gagnon-Laparé
Jérémy Gagnon-Laparé (* 9. Mai 1995 in Sherbrooke, Québec) ist ein kanadischer Fußballspieler. Er spielt seit Anfang 2020 für den Saint Louis FC in der amerikanischen USL Championship.

## Karriere
Gagnon-Laparé kam 2011 in die Montreal Impact Academy, das Jugend- und Entwicklungssystem von Montreal Impact. 2014 spielte er für die U-23-Mannschaft in der USL Premier Development League und gab sein Debüt für die erste Mannschaft am 7. Mai 2014 im Canadian Championship Spiel gegen den FC Edmonton.
Seinen ersten Vertrag als Profifußballer unterzeichnete er am 3. Juli 2014. Er gab sein Debüt in der Major League Soccer am 24. Juli 2014.
Bis Ende 2016 lief Gagnon-Laparé in sieben Ligaspielen für Montreal Impact auf. Mit Ablauf der Saison 2016 wurde sein Vertrag nicht verlängert. Daraufhin wechselte er zum AS Vitré, einem Amateurverein in Frankreich, der im Championnat de France Amateur teilnimmt. Nach eineinhalb Jahren bei Vitré zog es Gagnon-Laparé zurück nach Kanada, wo er sich den Ottawa Fury anschloss. Für Ottawa absolvierte Gagnon-Laparé 43 Spiele in der Regular Season, zuzüglich einem Spiel in den Playoffs der Saison 2019. Zu Beginn der Saison 2020 wechselte er innerhalb der USL Championship zum Ligakonkurrenten Saint Louis FC; Ottawa Fury hatten zur Saison 2020 ihren Spielbetrieb eingestellt und nehmen nicht mehr an der USL Championship teil.

## Nationalmannschaft
Von 2012 bis 2013 stand Gagnon-Laparé zweimal für die U-18-Auswahl Kanadas auf dem Platz.
Am 27. August 2013 wurde er für zwei Freundschaftsspiele für die kanadische A-Nationalmannschaft nominiert. Im ersten Spiel am 8. September 2013 gegen Mauretanien gab er sein Debüt für die Nationalmannschaft.
2014 und 2015 spielte er auch für die kanadische U-20-Auswahl. Insgesamt stand er hier sechsmal auf dem Platz. Auch für die U-23-Auswahl kam er seit 2015 mehrfach zum Einsatz.